# Kラノベブックス
Kラノベブックスは、講談社が刊行する新文芸系の小説レーベル。2017年6月2日創刊。

## 略歴
2017年6月2日創刊。講談社ラノベ文庫の兄弟レーベルにあたる。WEBで連載されている人気作品を主に書籍化しており、出版社は違うがKADOKAWAが定義している「新文芸」と見做されている。
創刊第1弾作品は小説家になろうで連載されている作・FUNAの「ポーション頼みで生き延びます!」と作・あまうい白一の「自称! 平凡魔族の英雄ライフ〜B級魔族なのにチートダンジョンを作ってしまった結果〜」の2作品である。
2021年4月2日には、女性向けレーベルである「Kラノベブックスf」が創刊された。

## 作品一覧

### あ行
| タイトル | 著者         | イラスト       | 巻数    |
| --- | ------------ | -------------- | ------- |
| 悪魔公女 | 春の日びより | 海鵜げそ       | 既刊5巻 |
| アラフォー営業マン、異世界に起つ! 〜女神パワーで人生二度目の成り上がり〜                                                      | 澄守彩       | いちぢるし     | 既刊2巻 |
| アルス・ゲーティア 〜無能と呼ばれた少年は、72の悪魔を使役して無双する〜                                                       | 北川ニキタ   | GreeN          | 既刊1巻 |
| 異世界カード無双 魔神殺しのFランク冒険者                                                                                      | 桑野和明     | りーん         | 既刊2巻 |
| 異世界帰りの大賢者様はそれでもこっそり暮らしているつもりです                                                                  | 木野二九     | 日下コウ       | 既刊1巻 |
| 異世界車中泊物語 アウトランナーPHEV                                                                                           | 芳賀概夢     | 灯まりも       | 既刊1巻 |
| 異世界で聖女になった私、現実世界でも聖女チートで完全勝利!                                                                     | 四葉夕卜     | 福きつね       | 既刊2巻 |
| 異世界メイドの三ツ星グルメ 現代ごはん作ったら王宮で大バズリしました                                                           | モリタ       | nima           | 既刊2巻 |
| 一般人遠方より帰る。また働かねば!                                                                                             | 勇寛         | つくぐ         | 既刊1巻 |
| ヴァイケン・オルドの錬金研究室 〜目覚めたら五百年後だったんだけど、錬金術が廃れてました。再興目指して古巣でお仕事はじめます〜 | 右薙光介     | tanu           | 既刊1巻 |
| ウイルス転生から始まる異世界感染物語                                                                                          | 結城絡繰     | ピロ汰         | 既刊1巻 |
| Aランクパーティを離脱した俺は、元教え子たちと迷宮深部を目指す。                                                               | 右薙光介     | すーぱーぞんび | 既刊4巻 |
| エルディアス・ロード 女神にもらった絶対死なない究極スキルで七つのダンジョンを攻略する                                         | 澄守彩       | 夕子           | 既刊2巻 |
| 王族に転生したから 暴力を使ってでも専制政治を守り抜く!                                                                        | 井戸正善     | 拝一樹         | 既刊2巻 |
| 落ちこぼれだった兄が実は最強 〜史上最強の勇者は転生し、学園で無自覚に無双する〜                                               | 茨木野       | あるてら       | 既刊1巻 |
| 落ちこぼれ剣士、追放されたので魔術師に転向する 〜剣士のときはゴミスキルだった『絶対記憶』は魔術師にとっては神スキルでした〜   | 佐藤謙羊     | 夕子           | 既刊1巻 |
| 落ちこぼれ令嬢は、公爵閣下からの溺愛に気付かない 〜婚約者に指名されたのは才色兼備の姉ではなく、私でした〜                     | アルト       | TATSUKI        | 既刊1巻 |
| おっさん、チートスキル【スローライフ】で理想のスローライフを送ろうとする                                                      | 鬱沢色素     | ne-on          | 既刊2巻 |
| お人好しが異世界で一旗揚げますん                                                                                              | 茂木鈴       | 明地雫         | 既刊2巻 |
| 俺だけ入れる隠しダンジョン 〜こっそり鍛えて世界最強〜                                                                         | 瀬戸メグル   | 竹花ノート     | 既刊6巻 |
| 俺の『鑑定』スキルがチートすぎて 〜伝説の勇者を読み“盗り”最強へ〜                                                             | 澄守彩       | 冬馬来彩       | 既刊3巻 |

### か行
| タイトル                                                                                              | 著者       | イラスト     | 巻数    |
| --- | ---------- | ------------ | ------- |
| 解雇された暗黒兵士（30代）のスローなセカンドライフ                                                    | 岡沢六十四 | sage・ジョー | 既刊3巻 |
| 極めたヒールがすべてを癒す! 〜村で無用になった僕は、拾ったゴミを激レアアイテムに修繕して成り上がる!〜 | 藤七郎     | うらたあさお | 既刊1巻 |
| 公爵家の料理番様 〜300年生きる小さな料理人〜                                                          | 延野正行   | TAPI岡       | 既刊2巻 |
| この世界がいずれ滅ぶことを、俺だけが知っている 〜モンスターが現れた世界で、死に戻りレベルアップ〜     | 灰島ゲル   | 布施龍太     | 既刊2巻 |

### さ行
| タイトル | 著者         | イラスト     | 巻数    |
| --- | ------------ | ------------ | ------- |
| 最強で最速の無限レベルアップ 〜スキル【経験値1000倍】と【レベルフリー】でレベル上限の枷が外れた俺は無双する〜             | シオヤマ琴   | トモゼロ     | 既刊3巻 |
| 最強勇者はお払い箱→魔王になったらずっと俺の無双ターン                                                                     | 澄守彩       | jimmy        | 既刊3巻 |
| 最弱な僕は＜壁抜けバグ＞で成り上がる 〜壁をすり抜けたら、初回クリア報酬を無限回収できました!〜                            | 北川ニキタ   | 笹目めと     | 既刊2巻 |
| 地獄の業火で焼かれ続けた少年。最強の炎使いとなって復活する。                                                              | さとう       | 鍋島テツヒロ | 既刊4巻 |
| 自称!平凡魔族の英雄ライフ 〜B級魔族なのにチートダンジョンを作ってしまった結果〜                                           | あまうい白一 | 卵の黄身     | 既刊4巻 |
| 漆黒使いの最強勇者 仲間全員に裏切られたので最強の魔物と組みます                                                           | 瀬戸メグル   | ジョンディー | 既刊2巻 |
| 実は俺、最強でした? | 澄守彩       | 高橋愛       | 既刊6巻 |
| 自由気ままな精霊姫 | めざし       | しょくむら   | 既刊2巻 |
| 呪刻印の転生冒険者 〜最強賢者、自由に生きる〜                                                                             | 澄守彩       | 卵の黄身     | 既刊2巻 |
| 真の聖女である私は追放されました。だからこの国はもう終わりです                                                            | 鬱沢色素     | ぷきゅのすけ | 既刊7巻 |
| 精霊の友として | 北杜         | yaki＊mayu   | 既刊2巻 |
| 絶対にダメージを受けないスキルをもらったので、冒険者として無双してみる                                                    | 六志麻あさ   | kisui        | 既刊3巻 |
| 戦場の聖女 〜妹の代わりに公爵騎士に嫁ぐことになりましたが、今は幸せです〜                                                 | 鬱沢色素     | 呱々唄七つ   | 既刊2巻 |
| その無能、実は世界最強の魔法使い 〜無能と蔑まれ、貴族家から追い出されたが、ギフト《転生者》が覚醒して前世の能力が蘇った〜 | 蒼乃白兎     | 緒方てい     | 既刊1巻 |

### た行
| タイトル | 著者              | イラスト   | 巻数    |
| --- | ----------------- | ---------- | ------- |
| 大精霊の契約者 〜邪神の供物、最強の冒険者へ至る〜 | 猫子              | 緒方てい   | 既刊2巻 |
| ダメスキル【自動機能】が覚醒しました 〜あれ、ギルドのスカウトの皆さん、俺を「いらない」って言ってませんでした?                                                                                 | LA軍              | 潮一葉     | 既刊5巻 |
| 追放されたチート付与魔術師は気ままなセカンドライフを謳歌する。 俺は武器だけじゃなく、あらゆるものに『強化ポイント』を付与できるし、俺の意思でいつでも効果を解除できるけど、残った人たち大丈夫? | 六志麻あさ        | kisui      | 既刊2巻 |
| 追放された転生王子、『自動製作』スキルで領地を爆速で開拓し最強の村を作ってしまう 〜最強クラフトスキルで始める、楽々領地開拓スローライフ〜                                                      | 熊乃げん骨        | 転         | 既刊1巻 |
| 追放された転生重騎士はゲーム知識で無双する | 猫子              | じゃいあん | 既刊3巻 |
| 追放する側の物語 仲間を追放したらパーティーが弱体化したけど、世界一を目指します。 | モンチ02          | コダケ     | 既刊1巻 |
| 追放の賢者、世界を知る 〜幼馴染勇者の圧力から逃げて自由になった俺〜 | 深山鈴            | 藻         | 既刊2巻 |
| 追放魔術師のその後 新天地で始めるスローライフ | 砂糖多労          | 兎塚エイジ | 既刊3巻 |
| 底辺冒険者だけど魔法を極めてみることにした 〜無能スキルから神スキルに進化した【魔法創造】と【アイテム作成】で無双する〜                                                                        | 蒼乃白兎          | かわく     | 既刊2巻 |
| Destiny Unchain Online 〜吸血鬼少女となって、やがて『赤の魔王』と呼ばれるようになりました〜 | resn              | ヤチモト   | 既刊2巻 |
| 転生貴族、鑑定スキルで成り上がる 〜弱小領地を受け継いだので、優秀な人材を増やしていたら、最強領地になってた〜                                                                                  | 未来人A           | jimmy      | 既刊7巻 |
| 転生貴族の万能開拓 〜【拡大&縮小】スキルを使っていたら最強領地になりました〜 | 錬金王            | 成瀬ちさと | 既刊2巻 |
| 転生大聖女の異世界のんびり紀行 | 四葉夕卜          | キダニエル | 既刊2巻 |
| 転生大聖女の目覚め〜瘴気を浄化し続けること二十年、起きたら伝説の大聖女になってました〜 | 錬金王            | keepout    | 既刊2巻 |
| どうしても破滅したくない悪役令嬢が現代兵器を手にした結果がこれです | 第616特別情報大隊 | 無惑桑     | 既刊3巻 |
| 奴隷転生 〜その奴隷、最強の元王子につき〜 | カラユミ          | 誉         | 既刊3巻 |

### な行
| タイトル                                                                     | 著者       | イラスト | 巻数    |
| ---------------------------------------------------------------------------- | ---------- | -------- | ------- |
| 濁る瞳で何を願う ハイセルク戦記                                              | トルトネン | 創－taro | 既刊4巻 |
| 二周目チートの転生魔導士 〜最強が1000年後に転生したら、人生余裕すぎました〜  | 鬱沢色素   | りいちゅ | 既刊3巻 |
| 2種類のステータスを持つ世界最強のおっさんが、 愛娘と楽しく冒険をするそうです | ケンノジ   | シソ     | 既刊2巻 |

### は行
| タイトル | 著者         | イラスト       | 巻数     |
| --- | ------------ | -------------- | -------- |
| 廃ゲーマーな妹とはじめるVRMMO生活 | 鈴森一       | HMK84          | 既刊3巻  |
| 【パクパクですわ】追放されたお嬢様の『モンスターを食べるほど強くなる』スキルは、1食で1レベルアップする前代未聞の最強スキルでした。3日で人類最強になりましたわ〜!                                  | 音速炒飯     | 有都あらゆる   | 既刊1巻  |
| 外れスキル《木の実マスター》 〜スキルの実（食べたら死ぬ）を無限に食べられるようになった件について〜                                                                                               | はにゅう     | イセ川ヤスタカ | 既刊1巻  |
| ハズレスキル「逃げる」で俺は極限低レベルのまま最強を目指す | 天宮暁       | pupps          | 既刊3巻  |
| 美少女になったけど、ネトゲ廃人やってます。 | 星屑ぽんぽん | ネコメガネ     | 既刊4巻  |
| 不遇職【鑑定士】が実は最強だった 〜奈落で鍛えた最強の【神眼】で無双する〜 | 茨木野       | ひたきゆう     | 既刊2巻  |
| ブラック国家を追放されたけど【全自動・英霊召喚】があるから何も困らない。 最強クラスの英霊1000体が知らないうちに仕事を片付けてくれるし、みんな優しくて居心地いいんで、今さら元の国には戻りません。 | 六志麻あさ   | へいろー       | 既刊3巻  |
| Free Life Fantasy Online 〜人外姫様、始めました〜 | 子日あきすず | Sherry         | 既刊9巻  |
| プレイした覚えもないゲーム的な世界に迷い込んだら | なるのるな   | pupps          | 既刊1巻  |
| 辺境の薬師、都でSランク冒険者となる 英雄村の少年がチート薬で無自覚無双〜 | 茨木野       | kakao          | 既刊3巻  |
| ポーション頼みで生き延びます! | FUNA         | すきま         | 既刊10巻 |

### ま行
| タイトル                                                                                              | 著者     | イラスト | 巻数    |
| --- | -------- | -------- | ------- |
| 万年2位だからと勘当された少年、無自覚に無双する                                                       | あざね   | ZEN      | 既刊3巻 |
| 味方が弱すぎて補助魔法に徹していた宮廷魔法師、追放されて最強を目指す                                  | アルト   | 夕薙     | 既刊5巻 |
| 「無能はいらない」と言われたから絶縁してやった 〜最強の四天王に育てられた俺は、冒険者となり無双する〜 | 鬱沢色素 | pupps    | 既刊3巻 |

### や行
| タイトル                                                                                            | 著者   | イラスト     | 巻数    |
| --------------------------------------------------------------------------------------------------- | ------ | ------------ | ------- |
| 山に捨てられた俺、トカゲの養子になる 魔法を極めて親を超えたけど、親が伝説の古竜だったなんて知らない | 可換環 | 蔓木鋼音     | 既刊1巻 |
| 勇者パーティーを追放されたビーストテイマー、最強種の猫耳少女と出会う                                | 深山鈴 | ホトソウカ   | 既刊8巻 |
| 勇者パーティを追い出された器用貧乏 〜パーティ事情で付与術士をやっていた剣士、万能へと至る〜         | 都神樹 | きさらぎゆり | 既刊8巻 |
| よくわからないけれど異世界に転生していたようです                                                    | あし   | カオミン     | 既刊5巻 |

### ら行
| タイトル                                                        | 著者       | イラスト                              | 巻数     |
| --------------------------------------------------------------- | ---------- | ------------------------------------- | -------- |
| リスナーに騙されてダンジョンの最下層から脱出RTAすることになった | 恋狸       | 都月梓                                | 既刊2巻  |
| 劣等人の魔剣使い スキルボードを駆使して最強に至る               | 萩鵜アキ   | かやはら                              | 既刊4巻  |
| レベル1だけどユニークスキルで最強です                           | 三木なずな | すばち                                | 既刊9巻  |
| レベル1で挑む縛りプレイ!                                        | 北川ニキタ | 刀彼方                                | 既刊1巻  |
| 老後に備えて異世界で8万枚の金貨を貯めます                       | FUNA       | 東西（1 - 5巻） モトエ恵介（6巻以降） | 既刊10巻 |
| 六姫は神護衛に恋をする 最強の守護騎士、転生して魔法学園に行く   | 朱月十話   | てつぶた                              | 既刊1巻  |

## アニメ化作品

### Kラノベブックス
| 作品 | 放送年             | アニメーション制作     | 備考          |
| --- | ------------------ | ---------------------- | ------------- |
| 俺だけ入れる隠しダンジョン 〜こっそり鍛えて世界最強〜                                                         | 2021年             | オクルトノボル         | Webアニメあり |
| 勇者パーティーを追放されたビーストテイマー、最強種の猫耳少女と出会う                                          | 2022年             | EMTスクエアード        |               |
| 解雇された暗黒兵士（30代）のスローなセカンドライフ                                                            | 2023年             | エンカレッジフィルムズ |               |
| 老後に備えて異世界で8万枚の金貨を貯めます                                                                     | 2023年             | FelixFilm              |               |
| 実は俺、最強でした?                                                                                           | 2023年             | Staple Entertainment   |               |
| レベル1だけどユニークスキルで最強です                                                                         | 2023年             | MAHO FILM              |               |
| ポーション頼みで生き延びます!                                                                                 | 2023年             | 寿門堂                 |               |
| 転生貴族、鑑定スキルで成り上がる 〜弱小領地を受け継いだので、優秀な人材を増やしていたら、最強領地になってた〜 | 2024年（第1・2期） | studio MOTHER          |               |
| 転生貴族、鑑定スキルで成り上がる 〜弱小領地を受け継いだので、優秀な人材を増やしていたら、最強領地になってた〜 | 未公表（第3期）    | studio MOTHER          |               |
| 外れスキル《木の実マスター》 〜スキルの実（食べたら死ぬ）を無限に食べられるようになった件について〜           | 2025年             | 旭プロダクション       |               |
| 不遇職【鑑定士】が実は最強だった 〜奈落で鍛えた最強の【神眼】で無双する〜                                     | 2025年             | オクルトノボル         |               |
| Aランクパーティを離脱した俺は、元教え子たちと迷宮深部を目指す。                                               | 2025年（第1期）    | BN Pictures            |               |
| Aランクパーティを離脱した俺は、元教え子たちと迷宮深部を目指す。                                               | 未公表（第2期）    | BN Pictures            |               |
| 味方が弱すぎて補助魔法に徹していた宮廷魔法師、追放されて最強を目指す                                          | 2025年             | 月虹                   |               |
| 追放された転生重騎士はゲーム知識で無双する                                                                    | 2026年             | GoHands                |               |
| 勇者パーティを追い出された器用貧乏 〜パーティ事情で付与術士をやっていた剣士、万能へと至る〜                   | 未公表             | animation studio42     |               |

### Kラノベブックスf
| 作品                                                       | 放送年 | アニメーション制作 | 備考 |
| ---------------------------------------------------------- | ------ | ------------------ | ---- |
| 悪食令嬢と狂血公爵 〜その魔物、私が美味しくいただきます!〜 | 2025年 | 旭プロダクション   |      |